# ブッチャーズ・テイル
「ブッチャーズ・テイル」 (Butcher's Tale (Western Front 1914)) は、ゾンビーズの楽曲である。1968年4月19日にイギリスで発売された2作目のオリジナル・アルバム『オデッセイ・アンド・オラクル』に収録された。作詞・作曲はクリス・ホワイト。アメリカでは発売から2か月後の6月10日に『オデッセイ・アンド・オラクル』からの第1弾シングルとして発売され、B面には「今日からスタート」が収録された。1967年7月20日にEMIレコーディング・スタジオで1テイクで録音された。楽曲の発売後、ゼイ・マイト・ビー・ジャイアンツ、ジョン・ウィルクス・ブース、クリサンサマムらによってカバーされた。
本作は、第一次世界大戦の西部戦線を舞台とした反戦歌で、歌詞中では重要な戦いが行われたフランスのゴムクール、ティプヴァル、マメ、ヴェルダンについて言及している。

## 歌詞・曲の構成
「ブッチャーズ・テイル」の歌詞は、ホワイトが興味を持っていた第一次世界大戦での出来事に基づいており、戦いの最中にいる兵士の視点から戦争を語るという内容になっている。サブタイトルが「Western Front 1914」となっているのに対して、歌詞で描かれている戦争は1916年に起こったもの。本作の曲調は、ビージーズが1967年に発表した「ニューヨーク炭鉱の悲劇」からインスピレーションを受けたものとされている。
「ブッチャーズ・テイル」の楽器編成は、メロトロンとサウンド・エフェクトのみとなっている。本作のサウンド・エフェクトは、ピエール・ブーレーズのアルバムを再生速度を速めて逆再生させたもの。メロトロンとサウンド・エフェクトの効果により、本作はミュジーク・コンクレートの一例と見なされている。
ホワイトは、当初ゾンビーズのリード・シンガーであるコリン・ブランストーンが歌うことを想定して作曲したが、自身の声の方が曲に合っていたことから、最終的にホワイトが歌うこととなった。これにより、ホワイトがゾンビーズの楽曲でリード・ボーカルを務めた唯一の楽曲となった。

## リリース・評価
「ブッチャーズ・テイル」は、作家のドリアン・リンスキー曰く「最も地味で商業的でない曲」であったが、デイト・レコードはアルバム『オデッセイ・アンド・オラクル』からのシングルとして本作を選んだ。これは、本作を当時話題となっていたベトナム戦争の隠喩と見なした会社の判断と、当時ゾンビーズを支持していたアル・クーパーの推薦によるものだが、商業的でない本作がシングルに選ばれたことにゾンビーズは驚いた。なお、本作がシングルチャートに入ることはなかった。
オールミュージックのマシュー・グリーンウォルドは、本作を「ゾンビーズが試みた中で最も奇妙で実験的な曲」の1つとし、「『オデッセイ・アンド・オラクル』のB面に素晴らしい奇妙さを加えている」と評した。インデペンデント紙は、本作について「バンドが時代に合っていたし、信じられないほど先見の明があったことを証明している」と主張した。マット・キヴェルは、本作を「不気味な戦争バラード」と称し、「ゾンビーズは、ビートルズを除く他のどのバンドが夢にも思わなかったような楽器編成でチャンスを掴んでいた」と評した。音楽評論家のマイク・ベームは、本作を「ロックの規範の中で最も偉大な反戦歌の1つ」とし、「戦争の恐怖を惜しみなく描いている」「リスナーを塹壕へ連れて行くために、キャラクターと生き生きとした現実のシーンを作り出している」と評した。音楽評論家のアントニオ・メンデスは、「『オデッセイ・アンド・オラクル』に収録されている崇高な曲の1つ」としている。

## カバー・バージョン
クリサンサマムは、1989年に「ブッチャーズ・テイル」のカバー・バージョンを発表。オールミュージックのスチュワート・メイソンは「卑屈なハードコア・パンクのアレンジ」を称賛し、「戦時中の恐ろしいイメージに完璧に合っている」と評している。
ゼイ・マイト・ビー・ジャイアンツは、2000年に発売したオムニバス盤『Simply Mad, Mad, Mad, Mad About the Loser's Lounge』で本作をカバー。
ジョン・ウィルクス・ブースは、2004年に発売したアルバム『Five Pillars of Soul』で本作をカバー。